# Furcraea
Furcraea és un gènere de plantes suculentes que pertany a la família de les Agavàcies, nativa de les regions tropicals de Mèxic, Carib, Centreamèrica i nord de Sud-amèrica.

## Taxonomia
El gènere va ser descrit per Étienne Pierre Ventenat i publicat a Bull. Sci. Soc. Philom. Paris 1: 65. 1793. L'espècie tipus és: Furcraea cubensis (Jacq.) Vent.

## Etimologia
El gènere Furcraea va ser anomenat així per Étienne Pierre Ventenat el 1793, en honor del comte Antoine de Fourcroy, químic al Jardí Reial de les Plantes Medicinals, a París.

## Taxonomia
A continuació s'ofereix un llistat de les espècies del gènere Furcraea acceptades fins al maig de 2011, ordenades alfabèticament. Per a cadascuna s'indica el nom binomial seguit de l'autor, abreujat segons les convencions i usos, i la publicació vàlida.
- Furcraea acaulis (Kunth) B.Ullrich, Quepo 6: 69 (1992).
- Furcraea andina Trel. in L.H.Bailey, Stand. Cycl. Hort. 3: 1305 (1915).
- Furcraea antillana A.Álvarez, Anales Inst. Biol. Univ. Nac. Autón. México, Bot. 67: 331 (1996).
- Furcraea boliviensis Ravenna, Pl. Life 34: 151 (1978).
- Furcraea cabuya Trel., Ann. Jard. Bot. Buitenzorg, Suppl. 3: 906 (1910).
- Furcraea cabuya var. cabuya.
- Furcraea cabuya var. integra Trel., Ann. Jard. Bot. Buitenzorg, Suppl. 3: 907 (1910).
- Furcraea depauperata Jacobi, Hamburger Garten- Blumenzeitung 14: 411 (1866).
- Furcraea foetida (L.) Haw., Syn. Pl. Succ.: 78 (1812).
- Furcraea guatemalensis Trel., Trans. Acad. Sci. St. Louis 23: 149 (1915).
- Furcraea guerrerensis Matuda, Anales Inst. Biol. Univ. Nac. Mèxic 36: 114 (1966).
- Furcraea hexapetala (Jacq.) Urb., Symb. Antill. 4: 152 (1903).
- Furcraea longaeva Karw. i Zucc., Nova Acta Phys.-Med. Acad. Caes. Leop.-Carol. Nat. Cur. 16(2): 666 (1833).
- Furcraea macdougalii Matuda, Cact. Suc. Mex. 1: 24 (1955).
- Furcraea martinezii García-Mend. i L.de la Rosa, Bol. Soc. Bot. Mèxic 66: 121 (2000).
- Furcraea niquivilensis Matuda ex García-Mend., Novon 9: 42 (1999).
- Furcraea occidentalis Trel., Bot. Jahrb. Syst. 50(111): 5 (1913).
- Furcraea parmentieri (Roezl) García-Mend., Bol. Soc. Bot. Mèxic 66: 115 (2000).
- Furcraea samalana Trel., Trans. Acad. Sci. St. Louis 23: 119 (1915).
- Furcraea selloa K.Koch, Wochenschr. Vereines Beförd. Gartenbaues Königl. Preuss. Staaten 3: 22 (1860).
- Furcraea stratiotes Petersen, Bot. Tidsskr. 37: 306 (1922).
- Furcraea stricta Jacobi, Abh. Schles. Ges. Vaterl. Cult., Abth. Naturwiss. 1869: 171 (1869).
- Furcraea tuberosa (Mill.) Aiton, Hortus Kew. 2: 303 (1811).
- Furcraea undulata Jacobi, Abh. Schles. Ges. Vaterl. Cult., Abth. Naturwiss. 1869: 170 (1869).